# Europese kampioenschappen boogschieten 1978 (outdoor)
De Europese kampioenschappen boogschieten 1978 waren door de Fédération Internationale de Tir à l'Arc (FITA) georganiseerde kampioenschappen voor boogschutters. De vijfde editie van de Europese kampioenschappen vond plaats in het Britse Stoneleigh van 5 tot en met 6 augustus 1978.

## Resultaten

### Individueel
|        | Heren             | Dames            |
| ------ | ----------------- | ---------------- |
| Goud   | Kyösti Laasonen   | Valentina Kovpan |
| Zilver | Vladimir Maksimov | Lidia Szikota    |
| Brons  | Tommy Flink       | Jadwiga Wilejto  |

### Team
|        | Heren                                                | Dames                                              |
| ------ | ---------------------------------------------------- | -------------------------------------------------- |
| Goud   | Vladimir Maksimov Alexander Aulov Vladimir Chendarov | Valentina Kovpan Lidia Szikota Ketevan Losaberidze |
| Zilver | Kyösti Laasonen Kauko Laasonen Tomi Poikolainen      | Jadwiga Wilejto Maria Szeliga Lucyna Skowronek     |
| Brons  | Mark Blenkarne David Pink Ridder                     | Päivi Meriluoto Carita Jussila Hanna-Leena Havela  |